# Jonas Luis da Silva, de Icapuí
Jonas Luis da Silva, de Icapuí (nome artístico de Jonas Luís da Silva; Icapuí, Ceará, 1º de junho de 1951 –  Fortaleza, Ceará, 31 de agosto de 2018) foi um cineasta, roteirista, produtor, jornalista, escritor e apresentador de TV brasileiro. Fundador da FGF, Faculdade Integrada da Grande Fortaleza, trabalhou como coordenador de programação da TV Baré e TV Ajuricaba em Manaus, e como diretor de criação da TV Verdes Mares em Fortaleza. Na FGF TV, Canal Universitário de Fortaleza, mantinha um programa de entrevistas intitulado Universidade Viva, que recebia players das artes e das ciências de todo o Brasil.
Em 2012 lançou a  Sedição de Juazeiro, minissérie baseada no confronto ocorrido em 1914 entre as oligarquias cearenses e o governo federal no Cine-Teatro João Frederico Ferreira Gomes da Assembleia Legislativa do Estado do Ceará, produção cinematográfica que é considerada sua magnum opus.

## Filmografia (como produtor e roteirista)
- 1971 - Suplício de Uma Inocência
- 1972 - No Calor da Zona Franca
- 1973 - Do Céu ao Inferno
- 1996 - O Paraíso Terrestre
- 1999 - O Desertor
- 2002 - Mormaço[5]
- 2005 - Centopeia
- 2008 - Paideia
- 2011 - Sedição de Juazeiro
- 2017 - Onde Nascem os Bravos[6]
- 2020 - Como Vivem os Bravos[7]
- 2021 - O Dragão do Mar[8]
- 2023 - O Clone de Deus[9]